# Deutsches Museum Flugwerft Schleissheim
Le Flugwerft Schleissheim est un musée de l’aviation situé dans la ville allemande d’Oberschleißheim, près de Munich. Il fait partie de la collection du Deutsches Museum et complète les expositions sur l’aviation présentées sur le site principal. Le musée a été ouvert le 18 septembre 1992 . De nombreuses expositions aérospatiales sont exposées, notamment des aéronefs à voilure fixe, des hélicoptères et des moteurs d'avion. Le hangar principal est un bâtiment vitré restauré, les visiteurs peuvent voir les expositions en cours de restauration. 

## Avions exposés

### Avions à moteur à piston

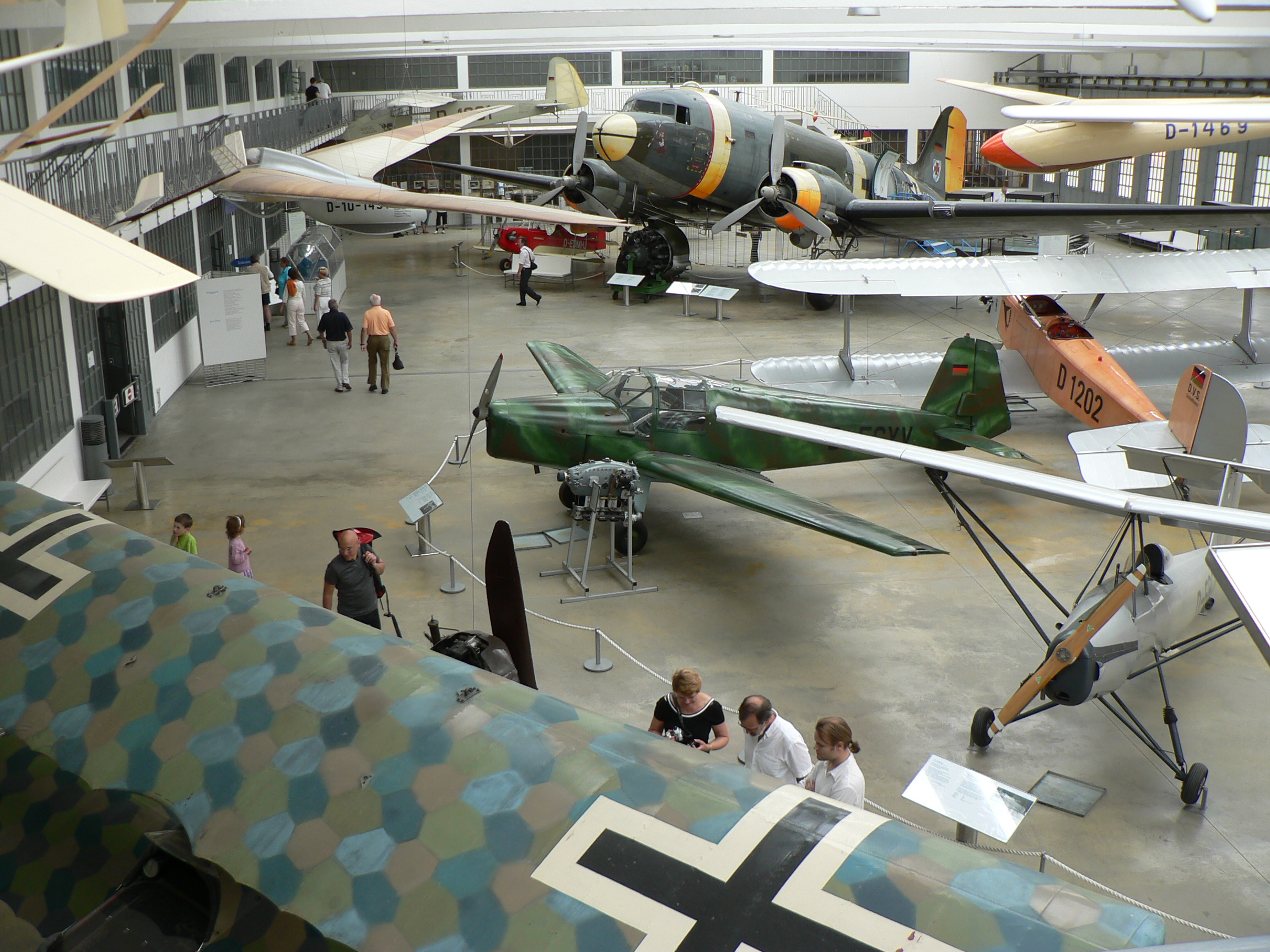
Avions à moteur à piston exposés

- Antonov An-2
- Arco ultra-léger
- Bölkow Bo 209 Monsun
- Brunswick LF-1 Zaunkönig
- Bücker Bü 181 Bestmann
- Cessna 195
- Dornier Do 24 T-3
- Douglas C-47D
- Fieseler Fi 156C
- Focke-Wulf Fw 44J Stieglitz
- Fokker D.VII
- Heinkel He 111 (CASA 2.111B)
- Lancair IV
- LET Z-37A Čmelák
- SIAT 223 Flamingo
- Messerschmitt Bf109 E-3
- Müller DDMH 22
- Pützer Motorraab
- Raab Krähe
- Ranger M ultralight
- Rochelt Musculair 2
- Udet U 12 Flamingo
- Valentin Taifun 17E
- Vollmoeller
- Waco YKS-6
- Yakovlev Yak-50

### Avions à réaction
- Canadair CL-13 B Sabre Mk.6
- EADS / Boeing X-31
- Eurofighter EF-2000 DA 1
- HAL HF-24 Marut
- Hispano Aviacion HA-300
- Lockheed T-33A
- Lockheed F-104F Starfighter

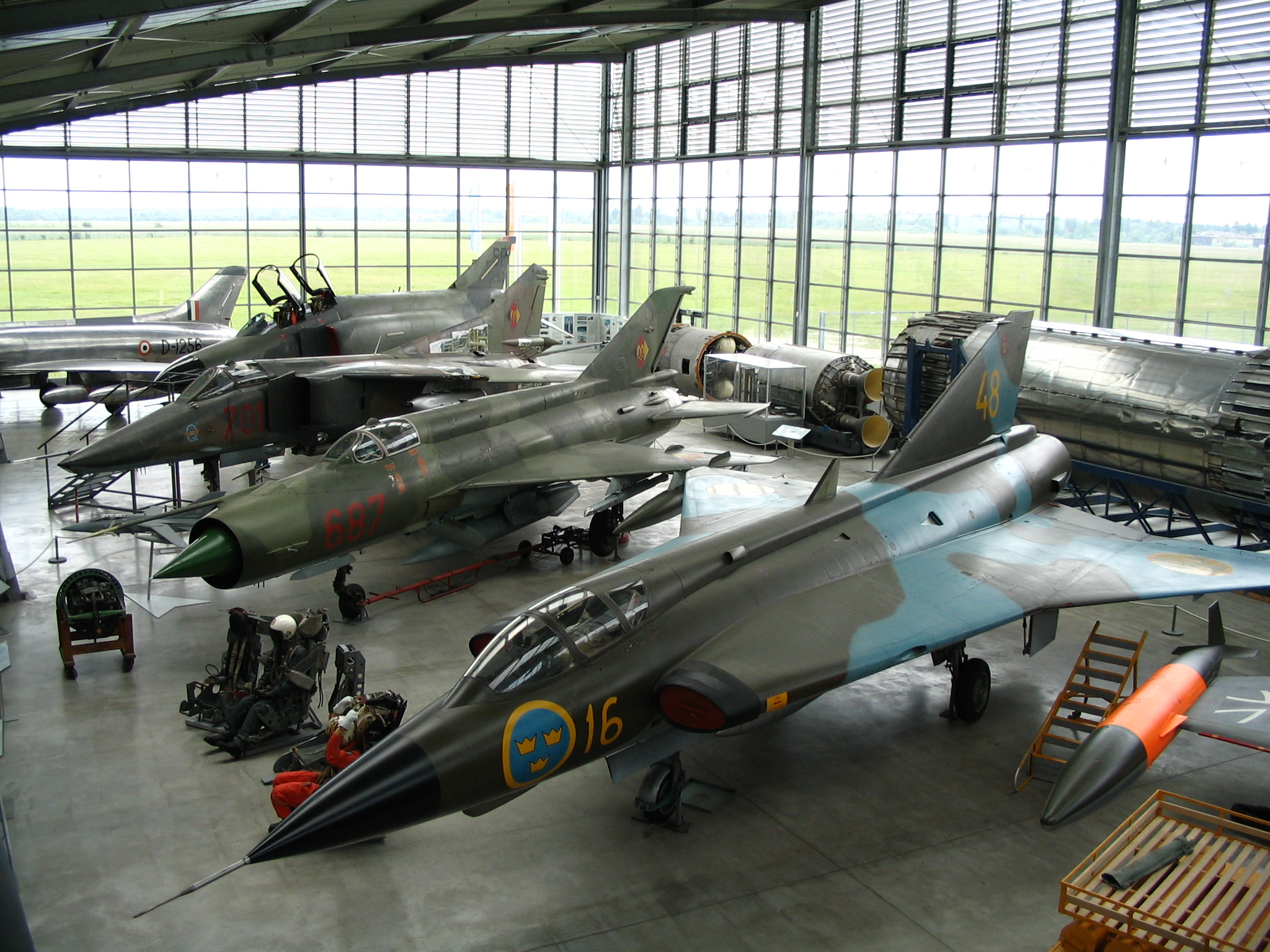
Avions à réaction de la guerre froide exposés

- McDonnell Douglas F-4E Phantom II
- Messerschmitt Me 262
- Mikoyan-Gurevich MiG-21 MF
- Mikoyan-Gurevich MiG-23 BN
- Panavia Tornado IDS
- Saab J 35A Draken

### Avion VTOL
- Dornier Do 31 E-3
- VFW-Fokker VAK 191B
- Dornier Aerodyne E1

### Planeurs

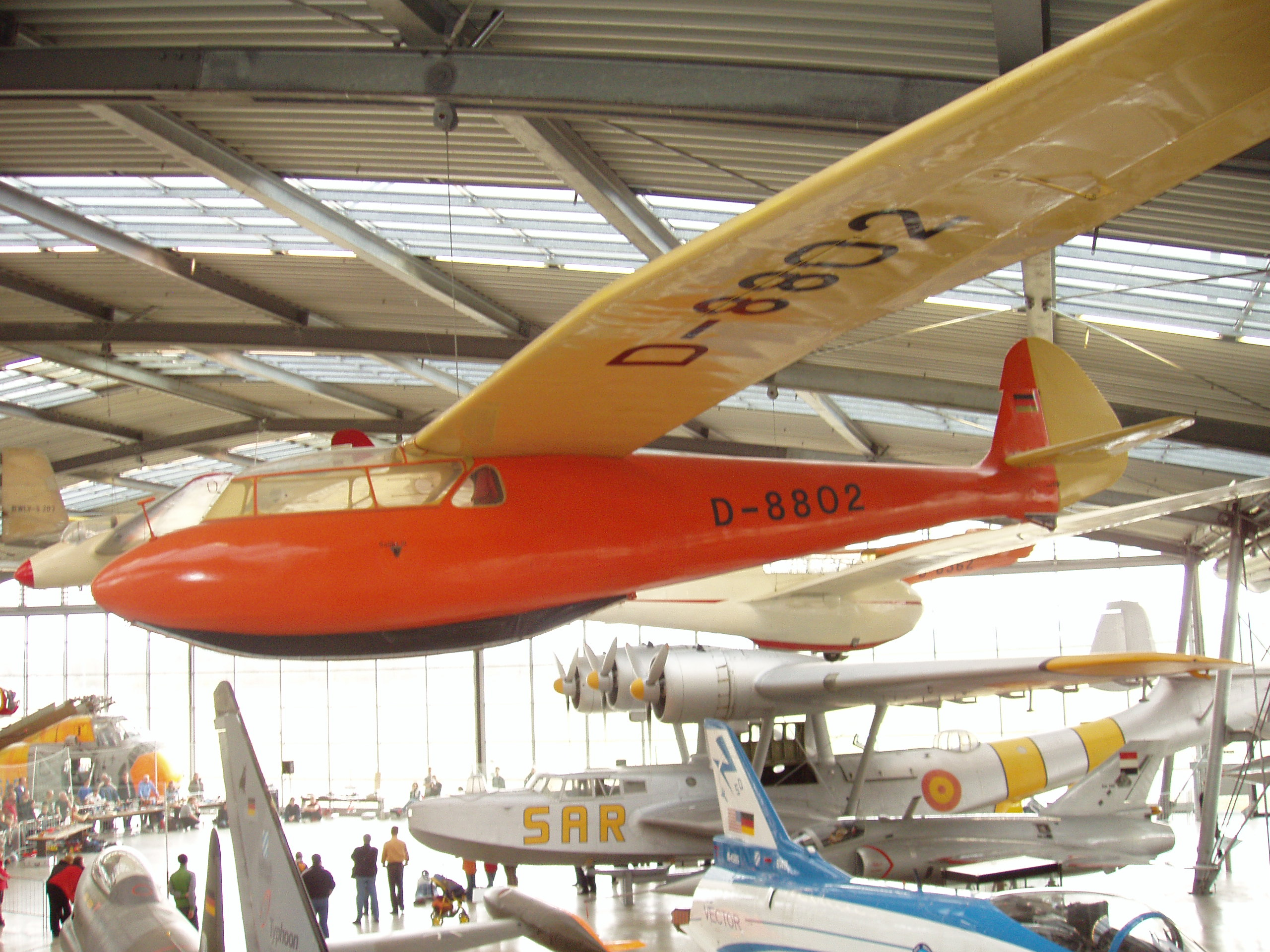
Condor IV (premier plan) et l'hydravion Dornier Do 24 T-3 en arrière-plan

- Akaflieg Karlsruhe AK-1
- Akaflieg München Mü10 Milan
- Akaflieg Stuttgart FS-29
- Bölkow Phoebus C
- Condor IV
- DFS Kranich II
- DFS Olympia Meise
- Doppelraab IV
- Fauvel AV.36
- Goevier III
- Grunau Baby IIb
- Horten H.IV
- Hütter H17
- Kaiser Ka 1
- Scheibe Mü 13E Bergfalke I
- Schneider SG-38
- Slingsby T.38 Grasshopper
- SZD-9 bis 1E Bocian
- Planeur Wolfmüller

### Deltaplanes
- Exxtacy Design de vol
- Huber Alpengleiter
- Laser 12.8
- Lilienthal planeur
- Planeur del Pelzner
- Super Gryphon

### Hélicoptères
- Bell UH-1D
- Kamov Ka-26
- RHCI Mini-500
- Sikorsky S-58
- SNCASE SE 3130 Alouette II

## Fusées / Vaisseaux spatiaux
- V-2 (moteur-fusée)
- Europa, une fusée complète
- Ariane 5 (segment d'un EAP)

## Moteurs d'avion

### Moteurs à piston
- Alvis Leonides
- Argus A17a
- Argus Type 4
- BMW 132A
- BMW 801 TJ
- BMW 803
- BMW M2B15
- Daimler D.IV
- Daimler-Benz DB 610
- de Havilland Gipsy Major
- Farman 12We
- Haacke HFM 3
- Hirth HM 60
- Hirth HM 504
- Junkers L5
- Junkers Jumo 211F
- Körting 8 SL 116
- Lycoming GO-480
- Lycoming TIO-360
- Porsche PFM 3200

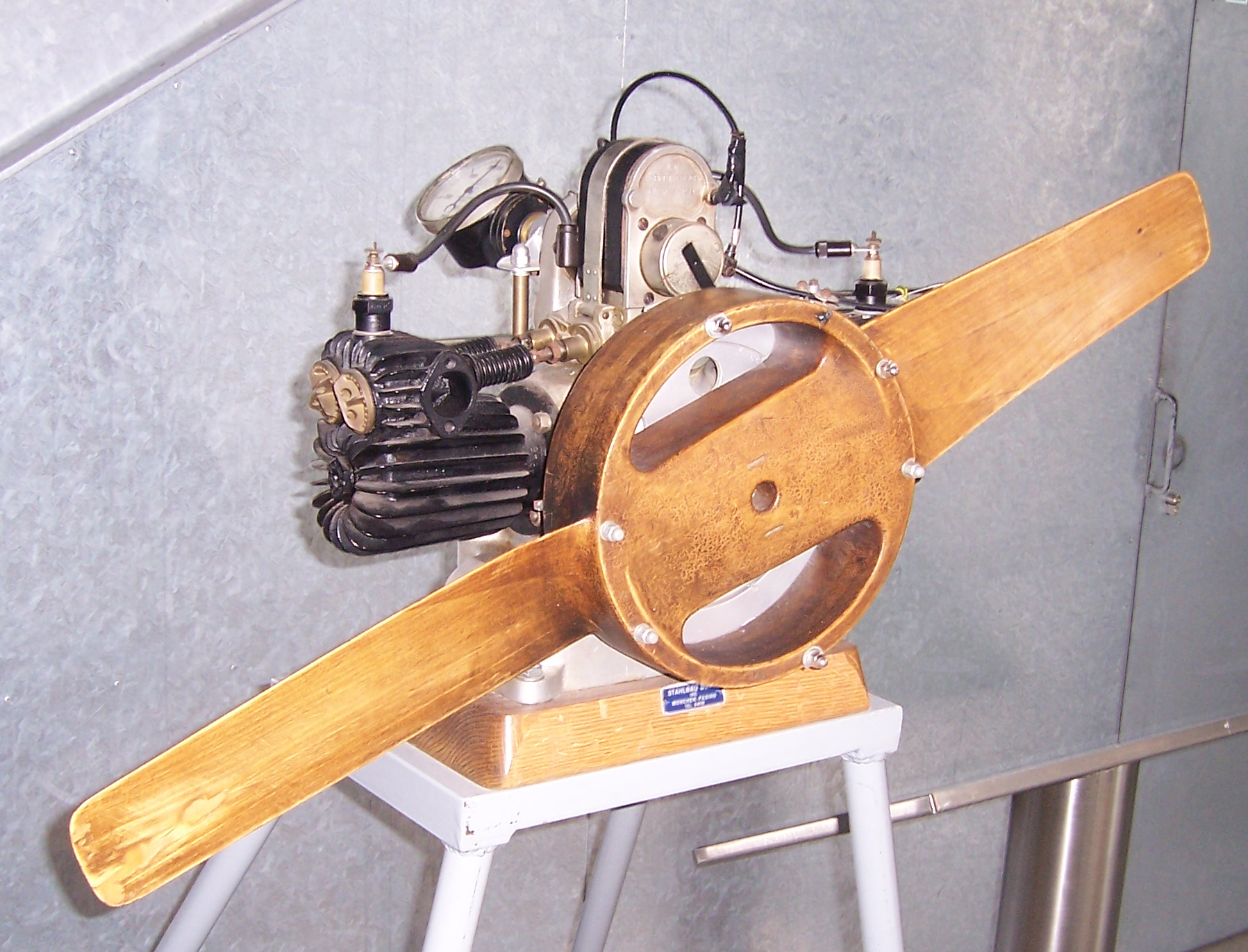
BMW M2 B15

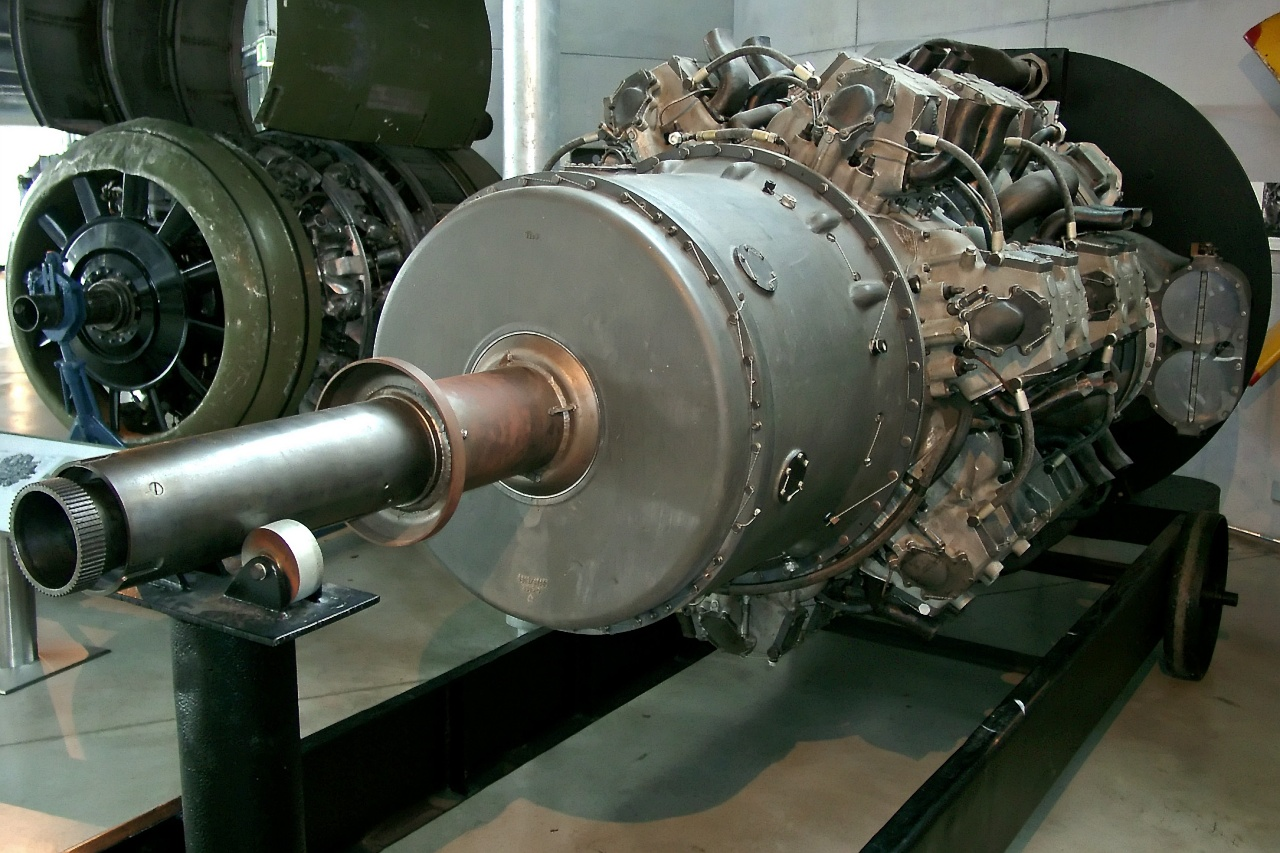
BMW 803

- Pratt & Whitney Guêpe Double R-1830
- Pratt & Whitney R-1340 Guêpe
- Rumpler Aeolus
- Salmson AD.3
- Walter Mikron 4-II
- Wright-Lawrance L4

### Moteurs à turbine à gaz

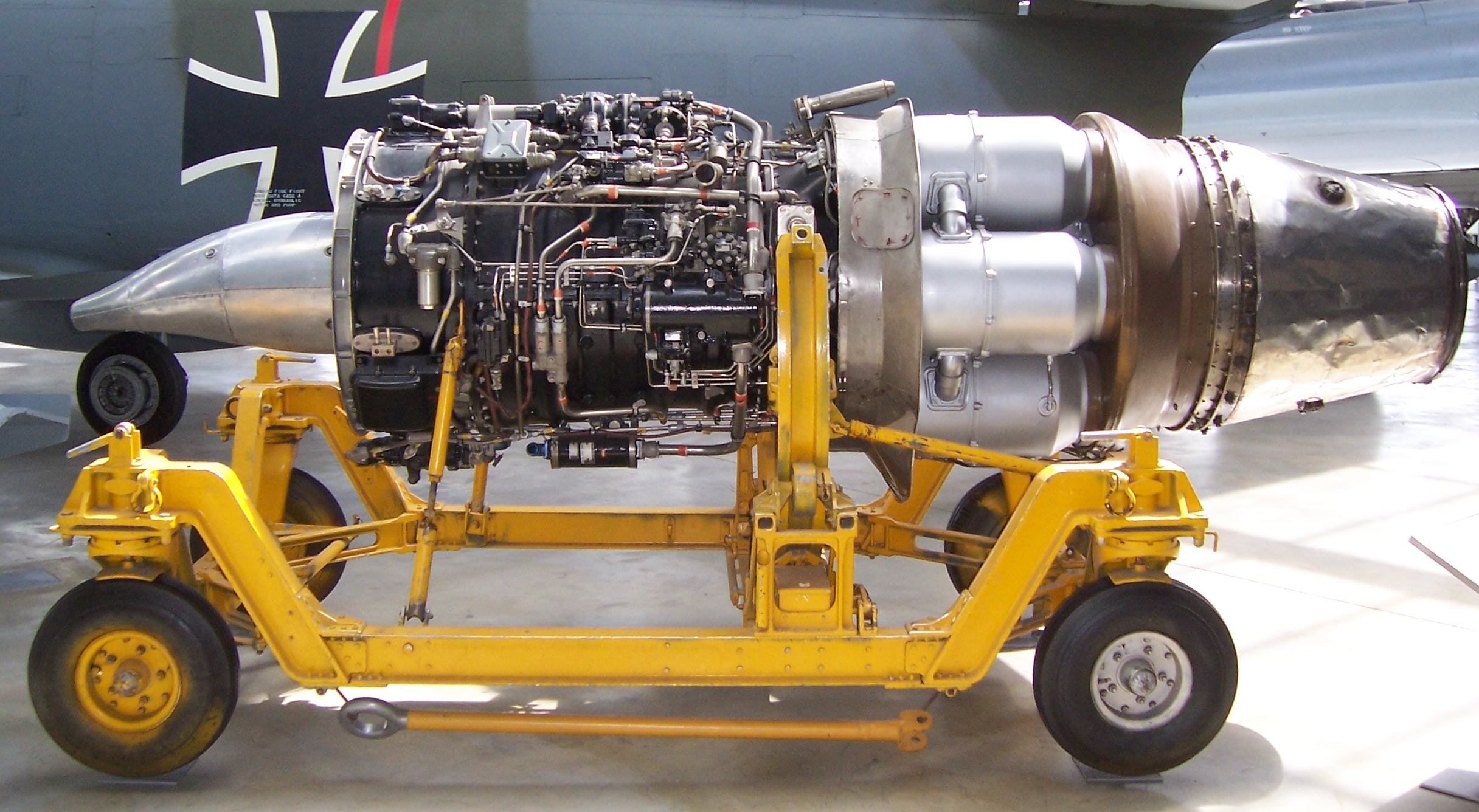
Avro Canada Orenda 14

- Allison J33 A
- Armstrong Siddeley Double Mamba
- Avro Canada Orenda 14
- Bristol Orpheus 703
- General Electric J79
- Klimov RD-45
- Lycoming T53
- Rolls-Royce RB162
- Rolls-Royce RB145R
- Rolls-Royce / MAN Turbo RB193
- Rolls-Royce / SNECMA M45H
- Tumansky R-29
- Wright J65